# Repubblica Popolare di Crimea
La Repubblica Popolare di Crimea (in tataro di Crimea Qırım Halq Cumhuriyeti) fu uno Stato sorto nel mese di dicembre 1917 sul territorio della penisola di Crimea. Questa nuova entità statale sorse sulle ceneri dell'Impero russo, dissoltosi dopo lo scoppio della rivoluzione d'ottobre.

## La nascita della Repubblica
La Repubblica Popolare di Crimea venne creata su iniziativa del Kuriltai, l'assemblea dei tatari di Crimea. All'epoca infatti buona parte dell'élite politica e culturale della Crimea era di etnia tatara.Ciò nonostante venne deliberata l'uguaglianza di tutte le etnie residenti all'interno della penisola. Infatti la maggioranza della popolazione era russa (42%), seguiti da Ucraini (11%), Tedeschi, Armeni, Bulgari, Greci e Italiani di Crimea.
Il Qurultay, in opposizione al bolscevismo, pubblicò le Leggi fondamentali del tataro di Crimea, convocò un'assemblea costituente aperta a tutta la popolazione, ed infine istituì un Consiglio di Amministrazione come governo provvisorio e il Consiglio dei rappresentanti nazionali come parlamento provvisorio. Come primo presidente della neonata repubblica venne proclamato Noman Çelebicihan.
Il Qurultay era composto da 76 delegati dei quali quattro erano donne. Come presidente dell'assemblea venne nominato Asan Sabri Aivazov.

## Il colpo di Stato bolscevico
L'esistenza della neonata repubblica crimeana venne subito messa in pericolo dalle forze sovietiche che, già dal 16 dicembre 1917 avevano preso possesso di Sebastopoli e del quartier generale della Flotta del Mar Nero. In risposta a questo attacco la Repubblica Popolare di Crimea istituì delle proprie forze armate composte da due reggimenti di cavalleria ed uno di fanteria.
Il 10 gennaio su iniziativa del presidente Çelebicihan venne creata una commissione con l'intento di aprire un canale di trattative con i bolscevichi. Il 16 gennaio dell'anno seguente le forze bolsceviche conquistarono Simferopoli e arrestarono l'ex-capo di Stato crimeano Çelebicihan, dimessosi dalla carica il 10 gennaio e fucilato undici giorni dopo. Entro la fine di gennaio 1918 le forze bolsceviche conquistarono tutta la Crimea, mentre sia il Qurultay che il Consiglio dei Rappresentanti della Nazione vennero sciolti. Incominciarono persecuzioni ed episodi di pulizia etnica a danno dei tatari di Crimea.
Dopo lo scioglimento della Repubblica Popolare di Crimea, i bolscevichi istituirono la nuova Repubblica Socialista Sovietica della Tauride che verrà tuttavia a sua volta annientata dalle forze armate della Repubblica Popolare Ucraina e delle truppe dell'Impero tedesco.

## Governo
I ministri del Governo proclamati dal Qurultay il 28 dicembre 1918:
- Ministro della Giustizia - Noman Çelebicihan
- Ministro della Difesa - Cafer Seydahmet Kırımer (anche Ministro degli Affari Esteri)
- Ministro dell'Educazione - Ahmet Özenbaşlı
- Ministro delle Finanze - Seyitcelil Hattat (anche Ministro della Fondazione)
- Ministro della Religione - Ahmet Şükrü